# 황인무
황인무(1978년 6월 15일 ~ )는 대한민국의 배우이다.

## 학력
- 서강대학교 영상대학원 영상예술 석사

## 출연작

### 영화
- 《아수라도》 (2021년) - 이정훈 역
- 《하루》 (2017년) - 경찰 2 역
- 《그물》 (2016년) - 양아치 2 역
- 《연평해전》 (2015년) - 전탐장 역
- 《상의원》 (2014년) - 수문장 역
- 《조선미녀삼총사》 (2014년) - 사현 수하들 역
- 《마지막 밥상》 (2006년) - 친구 역

### 드라마
- 《감격시대》 (2014년, KBS2) - 가야의 호위무사 카즈유키 역